# Lac Monona
Le lac Monona est un lac de barrage situé au Wisconsin bordé par les villes de Madison et Monona.
Le nom Monona vient d’un mot de la tribu amérindienne des Winnebagos signifiant « le magnifique ».
Lors d’un voyage à Madison le 10 décembre 1967, l’avion personnel d’Otis Redding s’écrase dans le lac Monona et le chanteur y trouve la mort.